# Коноп (комуна)
Коноп (рум. Conop) — комуна у повіті Арад в Румунії. До складу комуни входять такі села (дані про населення за 2002 рік):
- Белотінц (358 осіб)
- Келмак (380 осіб)
- Коноп (584 особи) — адміністративний центр комуни
- Мілова (520 осіб)
- Одвош (500 осіб)

Комуна розташована на відстані 378 км на північний захід від Бухареста, 43 км на схід від Арада, 62 км на північний схід від Тімішоари.

## Населення
За даними перепису населення 2002 року у комуні проживали 2342 особи.
Національний склад населення комуни:
| Національність   | Кількість осіб | Відсоток |
| ---------------- | -------------- | -------- |
| румуни           | 2304           | 98,4%    |
| угорці           | 12             | 0,5%     |
| українці         | 9              | 0,4%     |
| німці            | 5              | 0,2%     |
| росіяни-липовани | 3              | 0,1%     |
| серби            | 3              | 0,1%     |
| турки            | 2              | 0,1%     |
| словаки          | 1              | < 0,1%   |

Рідною мовою назвали:
| Мова       | Кількість осіб | Відсоток |
| ---------- | -------------- | -------- |
| румунська  | 2310           | 98,6%    |
| угорська   | 11             | 0,5%     |
| українська | 6              | 0,3%     |
| німецька   | 5              | 0,2%     |
| російська  | 3              | 0,1%     |
| турецька   | 2              | 0,1%     |
| сербська   | 1              | < 0,1%   |
| словацька  | 1              | < 0,1%   |

Склад населення комуни за віросповіданням:
| Релігія                                       | Кількість осіб | Відсоток |
| --------------------------------------------- | -------------- | -------- |
| православні                                   | 2002           | 85,5%    |
| п'ятдесятники                                 | 277            | 11,8%    |
| баптисти                                      | 33             | 1,4%     |
| римо-католики                                 | 9              | 0,4%     |
| реформати                                     | 4              | 0,2%     |
| греко-католики                                | 4              | 0,2%     |
| мусульмани                                    | 2              | 0,1%     |
| унітарії                                      | 2              | 0,1%     |
| лютерани (Аугсбурзького сповідання)           | 2              | 0,1%     |
| атеїсти                                       | 2              | 0,1%     |
| адвентисти                                    | 1              | < 0,1%   |
| лютерани (Синодально-пресвітеріанська церква) | 1              | < 0,1%   |
| не релігійні                                  | 1              | < 0,1%   |